# خلیل عمایره
خلیل عمایره (۱۹۴۳ – ۲۰۰۴) زبان‌شناس فلسطینی بود. دکترای خود را در ۱۹۷۹م از دانشگاه منچستر گرفت و حدود ۲۵ سال در دانشگاه‌های گوناگون به تدریس پرداخت. کتابخانهٔ شخصی او که ۱۲۷۷مورد شامل می‌شد در سال ۲۰۰۵ از سوی خانواده‌اش به کتابخانهٔ دانشگاه یرموک هدیه شد.

## آثار
- فی نحو اللغة وتراکیبها
- العامل النحوی
- أسلوب التوکید اللغوی
- دراسات وآراء فی ضوء علم اللغة المعاصر
- فهارس لسان العرب